# تیغ‌پشت حشره‌خوار رعنا
تیغ‌پشت حشره‌خوار رعنا(نام علمی: Microgale gracilis) نام یک گونه از سرده ریزراسویی‌ها است.